# Museo del Alzamiento de Varsovia

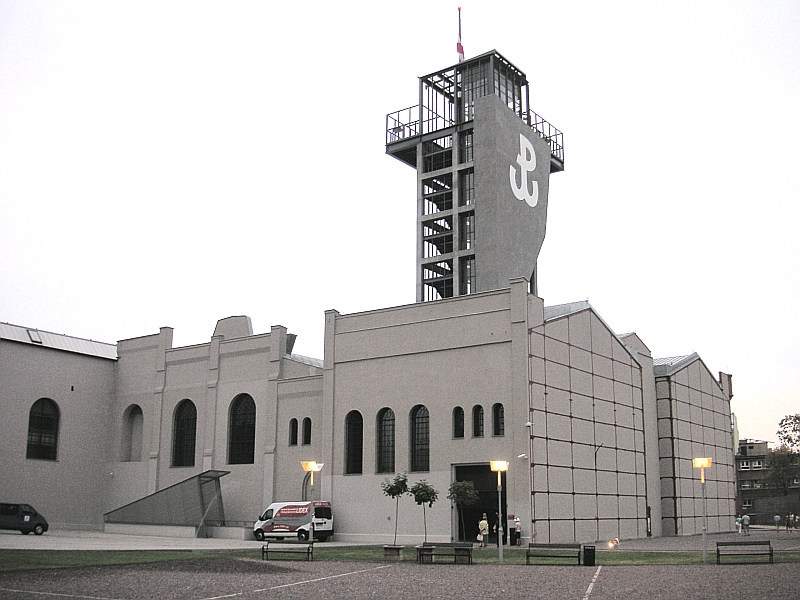
Uno de los edificios del museo

El Museo del Alzamiento de Varsovia (en polaco: Muzeum Powstania Warszawskiego) se encuentra en el distrito de Wola, perteneciente a la ciudad de Varsovia, capital de Polonia. Es un monumento dedicado al Alzamiento de Varsovia de 1944. El museo fue establecido en 1983, pero los trabajos de construcción demoraron varios años, el mismo abrió finalmente sus puertas al público el 31 de julio de 2004 cuando se conmemoró el 60 aniversario del Alzamiento. 
Los auspiciadores del museo investigaron la historia del Alzamiento y las del Estado secreto polaco para mostrar una colección de cientos de artefactos, desde armas usadas por los insurgentes hasta cartas de amor, presentando así una imagen completa de la gente involucrada en los hechos. Uno de los objetivos del museo es el de crear un archivo de información histórica sobre el Alzamiento y un registro de las memorias de aquellos que aún viven. Su director es Jan Ołdakowski, quien es asistido por el historiador Dariusz Gawin,  miembro de la Academia Polaca de las Ciencias. El museo forma parte además de la Plataforma Europea de la Memoria y la Conciencia. 

## Exhibiciones
Existen varias exhibiciones que ocupan sus varias plantas en las cuales se pueden observar: fotografías, reproducciones de audio, videos, imágenes interactivas, artefactos, escritos entre otros testimonios que reflejan como era la vida durante la ocupación alemana en Varsovia, el Alzamiento y sus repercusiones, de modo que la muestra cubre prácticamente todos los aspectos de este suceso histórico. Hay presentaciones dedicadas a cada distrito de la ciudad de Varsovia además de muchos panfletos y volantes informativos que el visitante puede llevarse gratuitamente (actualmente los textos solo están en polaco e inglés). También hay disponibles 63 páginas de calendario que cubren las fechas desde el 1º de agosto de 1944 hasta el 2 de octubre de 1944, cada una contiene un resumen de los eventos más importantes que acontecieron ese día durante el Allzamiento. Algunas de las numerosas secciones y exhibiciones incluyen:
- La habitación del "pequeño insurgente": dedicada a los insurgentes más jóvenes y a las experiencias de los pequeños durante el Alzamiento. La habitación incluye una réplica del monumento al pequeño insurgente y una fotografía coloreada de Róża Maria Goździewska, una joven conocida como "la pequeña enfermera".
- Cine Palladium: es una sala de proyecciones pequeña donde se pueden ver continuamente escenas tomada por algunos de los insurgentes en 1944, las cuales fueron usadas para producir noticiarios que eran exhibidos en el cine Palladium de Varsovia durante el alzamiento.
- Dos réplicas del alcantarillado: una de ellas ubicada en el entresuelo del edificio y la otra en el sótano, ofrecen una oportunidad para experimentar como era moverse subterráneamente a través del territorio ocupado por los alemanes (las réplicas obviamente son higiénicas, sin la suciedad de una red de alcantarillado verdadera).
- El hospital de los insurgentes: que prestó ayuda médica y sanitaria a los heridos durante el alzamiento.
- Hangar: una sala que contiene un B-24 Liberator de tamaño real.
- Torre de observación: vistas panorámicas de Varsovia desde la parte más alta del edificio.
- La imprenta: una habitación en la que se puede observar las máquinas de escribir e imprentas usadas para producir periódico durante la ocupación alemana.
- Ciudad de ruinas: un film de corta duración en 3 dimensiones que representa una vista aérea de las ruinas de Varsovia en 1945.
- Sección sobre el nazismo: dedicada a los horrores y atrocidades cometidas por los alemanes y sus colaboradores durante el alzamiento.
- Sección sobre el comunismo: dedicada a la intervención bélica en Polonia por parte de la Unión Soviética; al gobierno Popular.

## Otros puntos a destacar
- Una cafetería estilo 1940.
- El parque de la libertad: Réplica del carro blindado Kubuś fabricado por los insurgentes del distrito varsoviano de Powiśle durante el Alzamiento, restos de la estatua de Józef Poniatowski que fue destruida por los alemanes luego del alzamiento y arte callejero inspirado por el Alzamiento de Varsovia.
- Un muro memorial con los nombres de miles de caídos y la campana "Monter".
- Un muro interior conocido como el corazón del museo con sonidos de la batalla y latidos de corazones.
- Dos tiendas de recuerdos (una dentro del museo y otra en la taquilla donde se adquieren las entradas al museo).

## Galería de imágenes

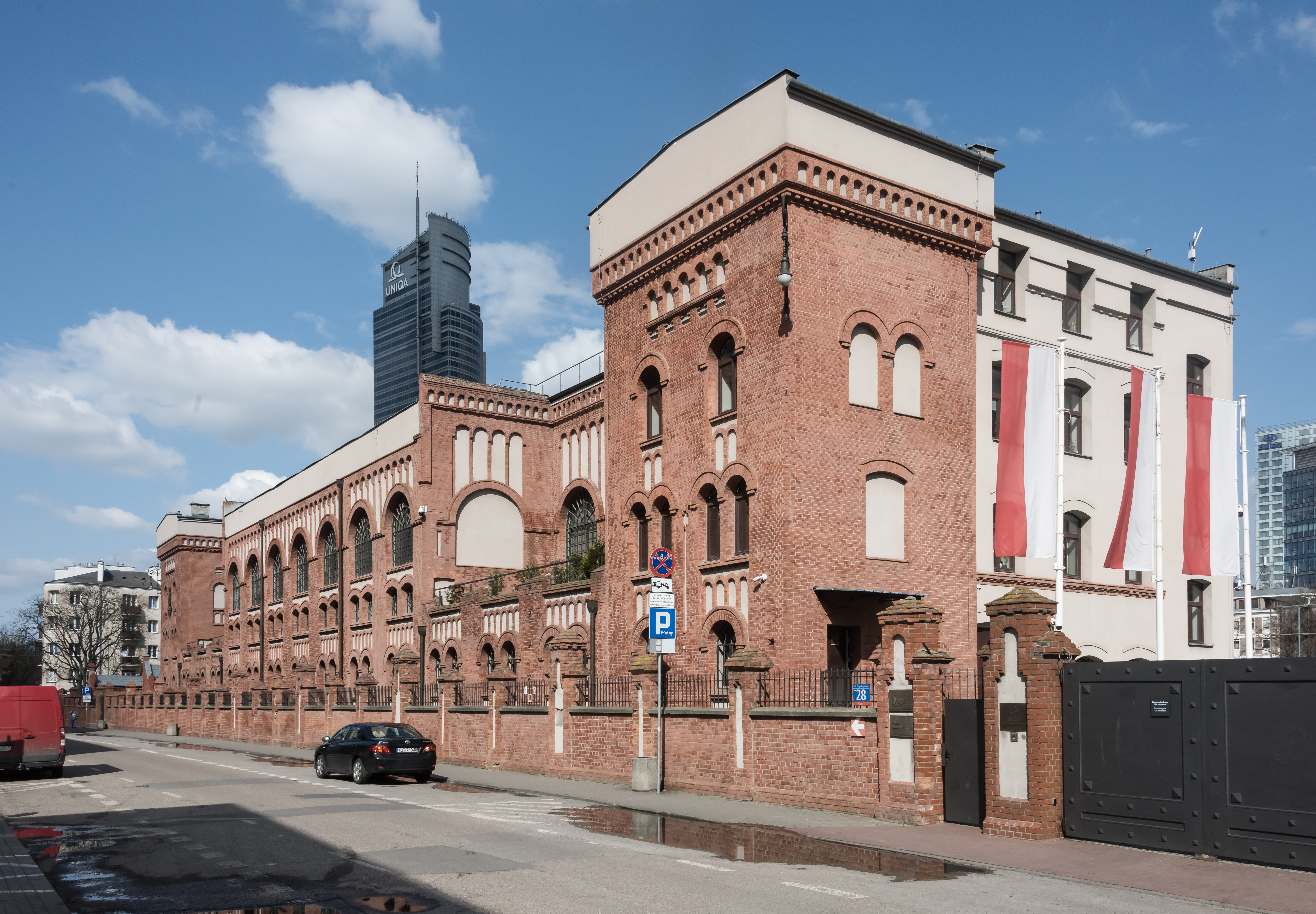
Museo del Alzamiento de Varsovia.
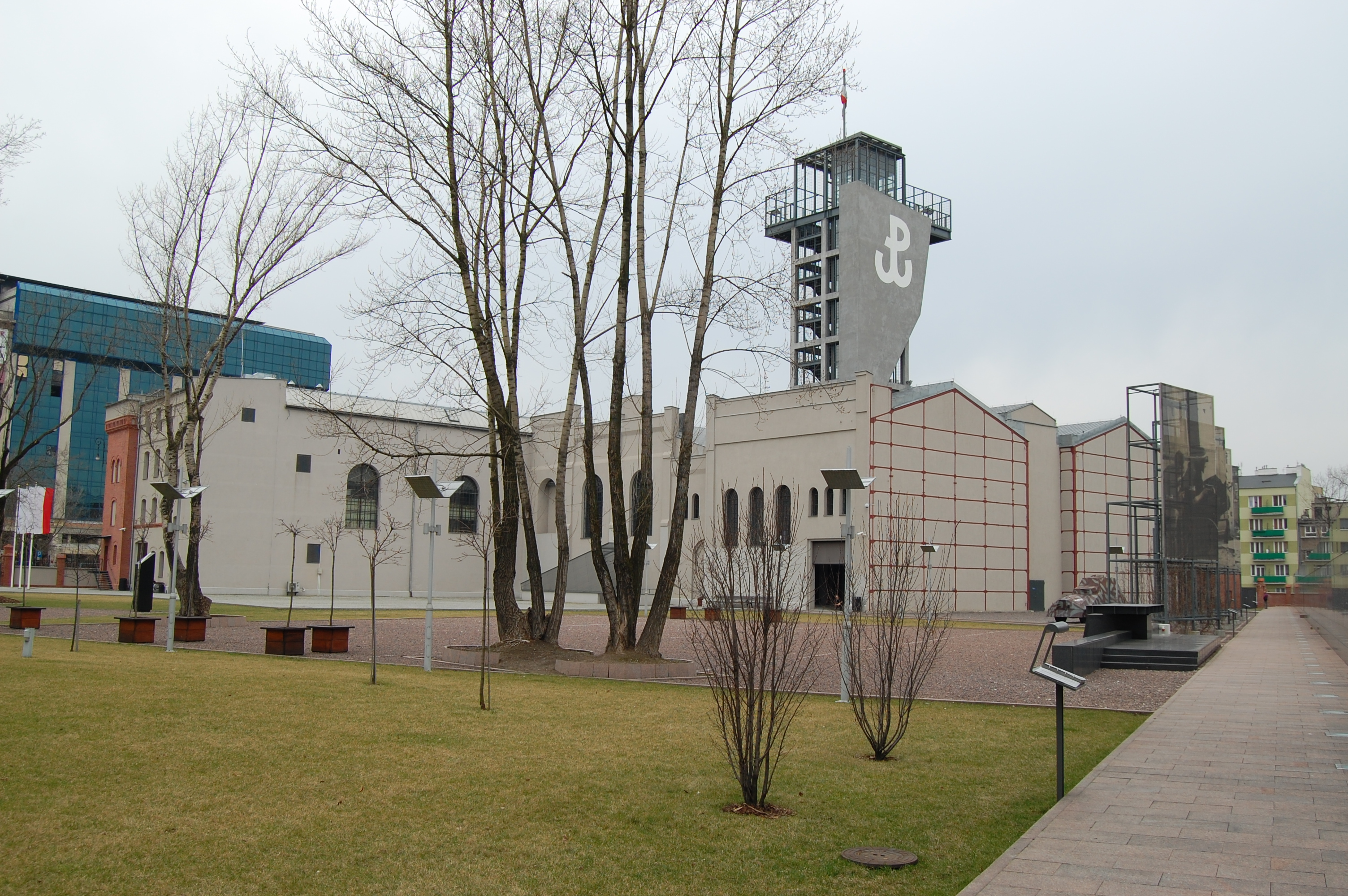
Museo del Alzamiento de Varsovia.
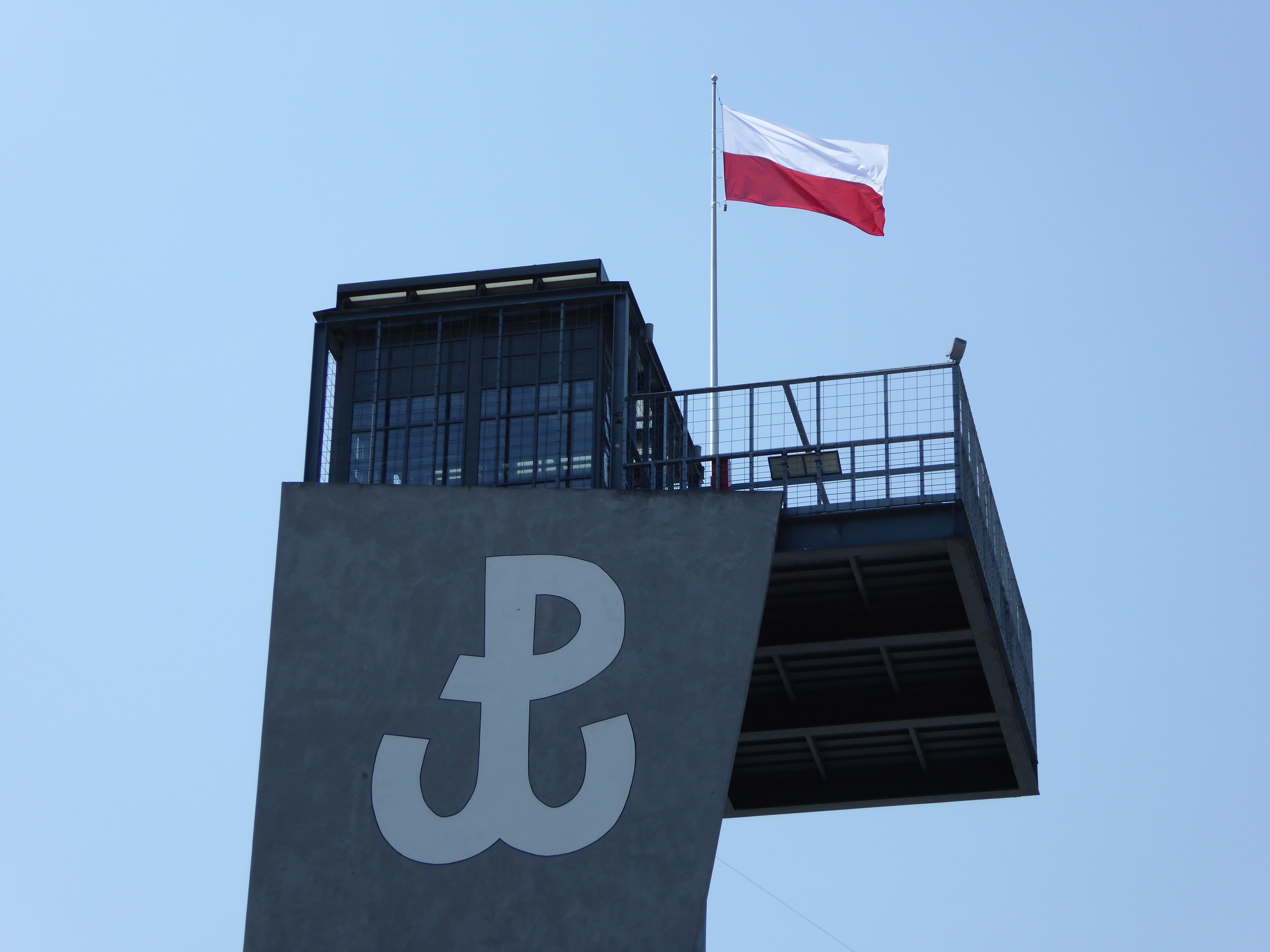
Torre de observación.
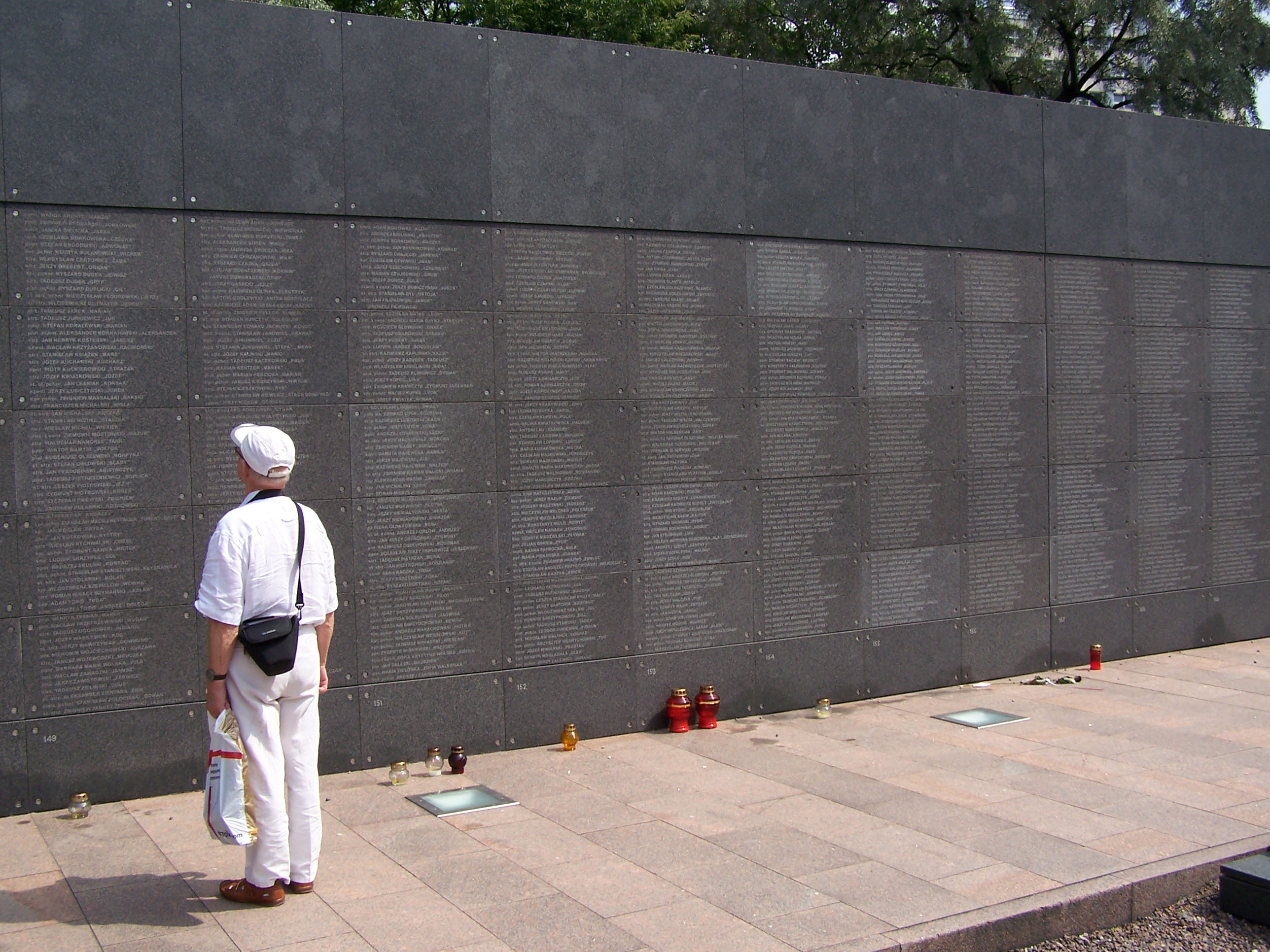
Muro memorial.
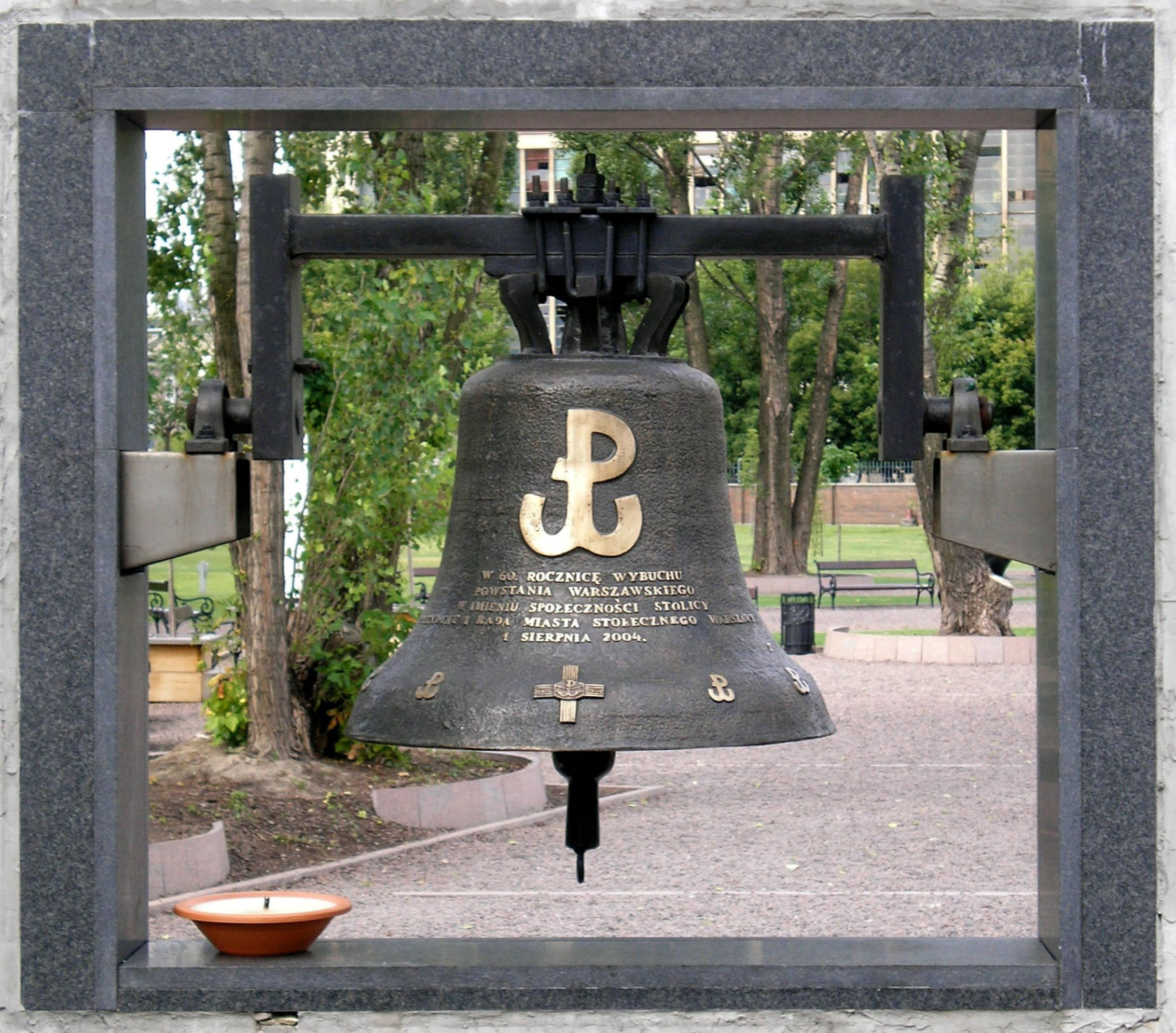
La campana "Monter".
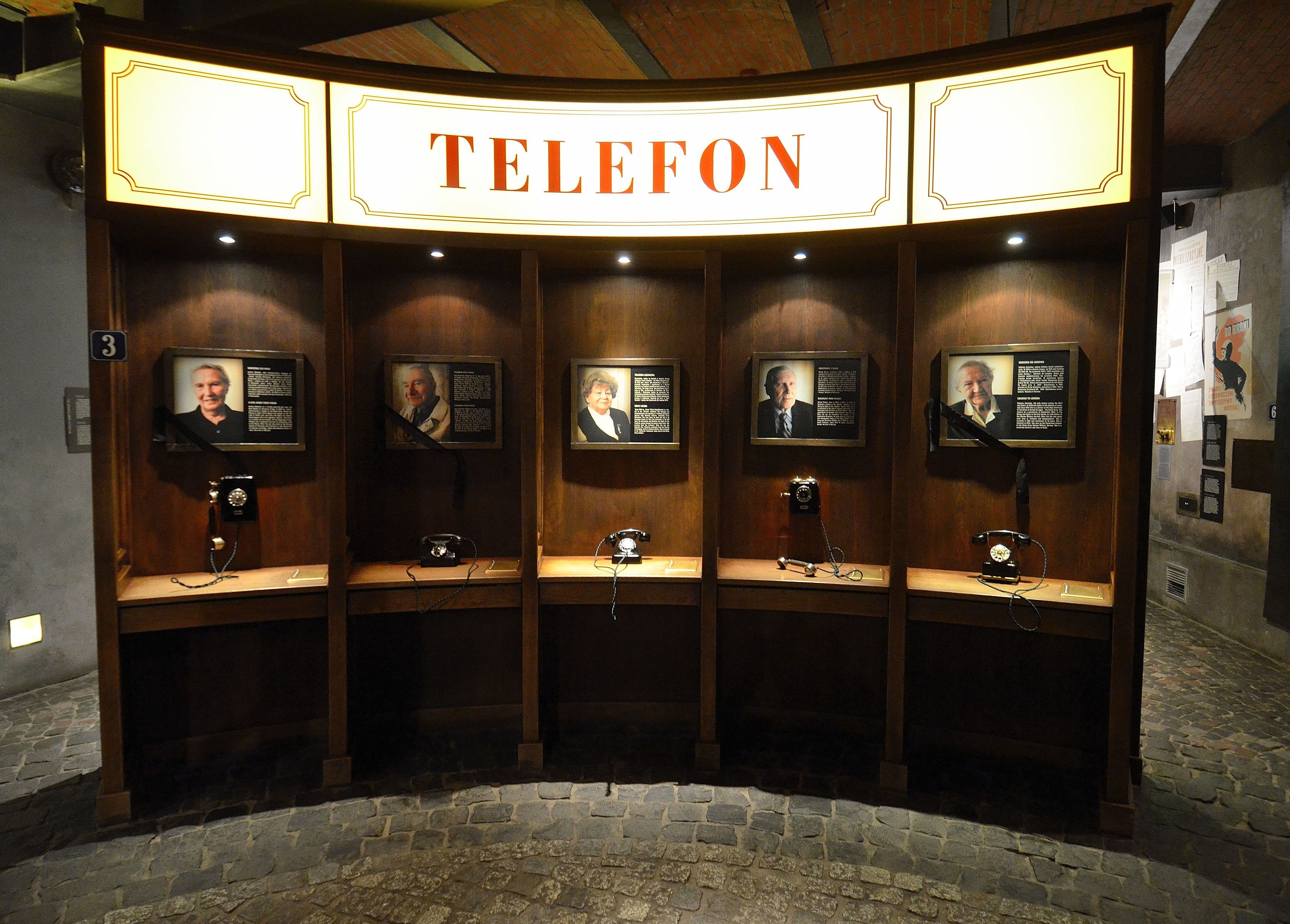
Escuchando las llamadas de los insurgentes.
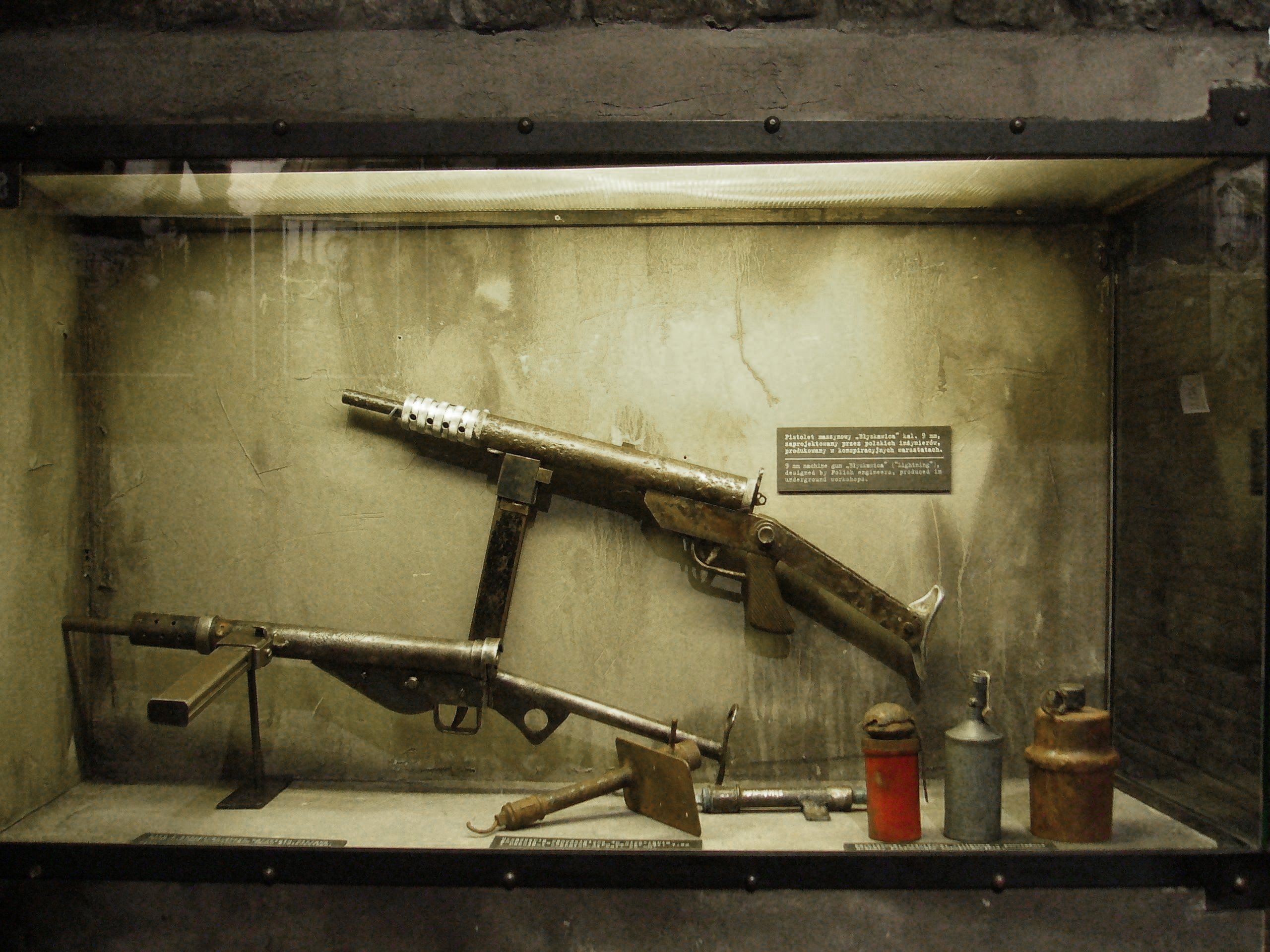
Ametralladoras Sten y Błyskawica.
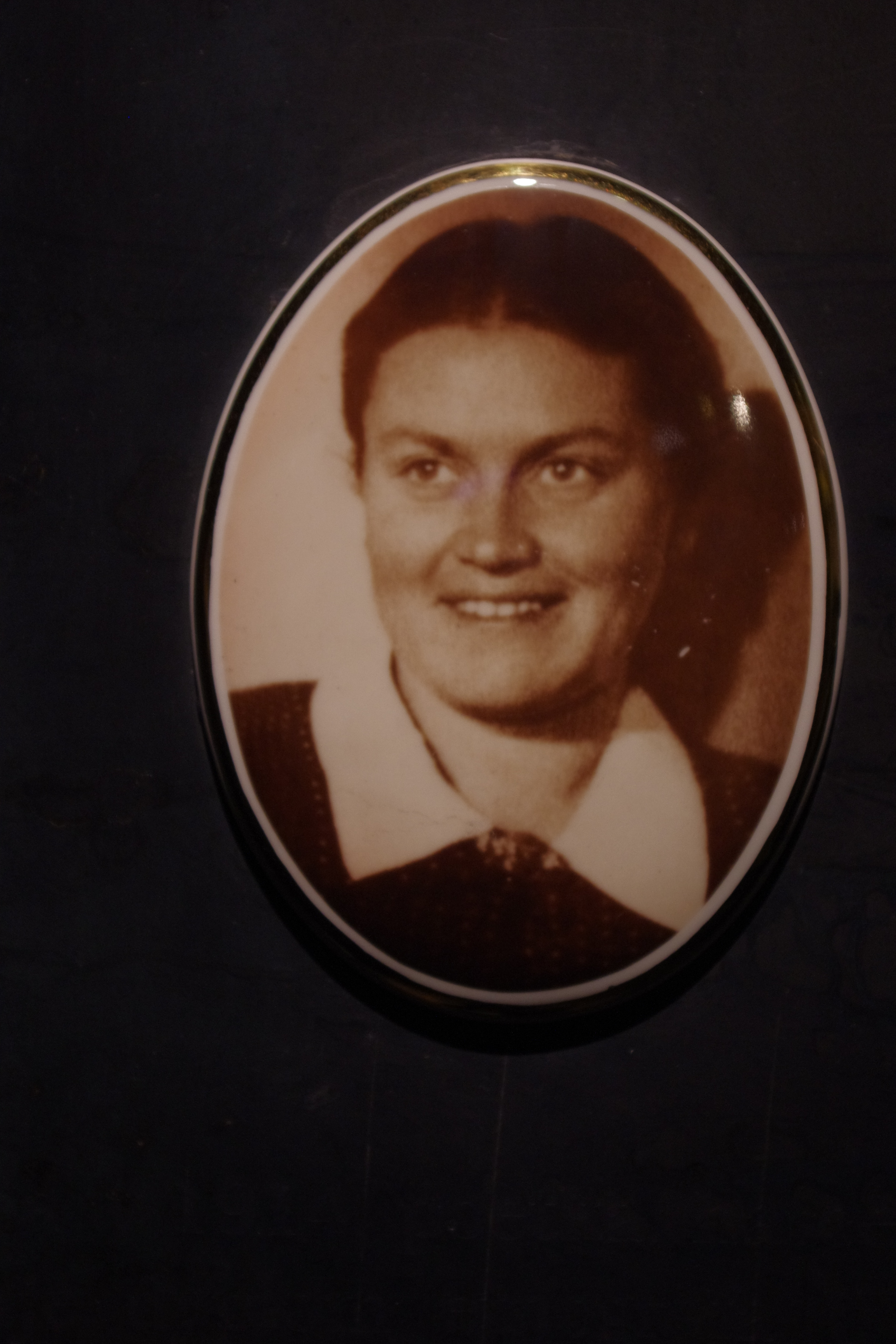
Exposición de Krystyna Krahelska.
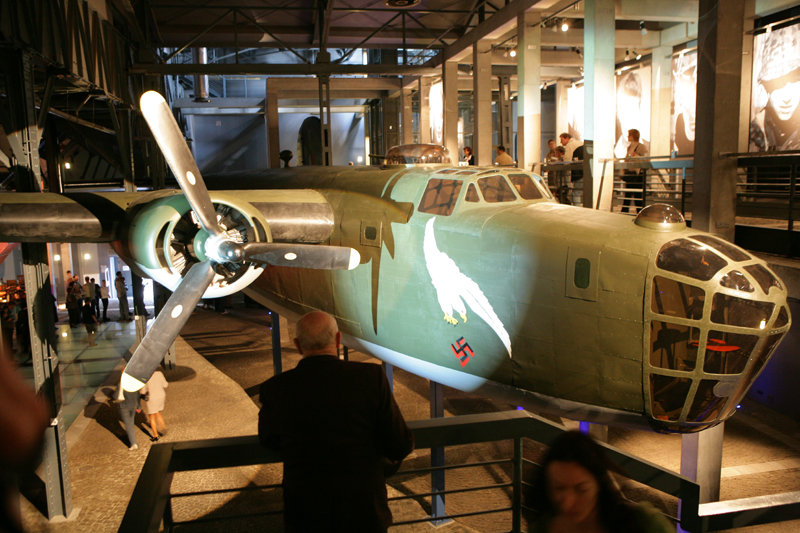
Réplica del B-24 Liberator.
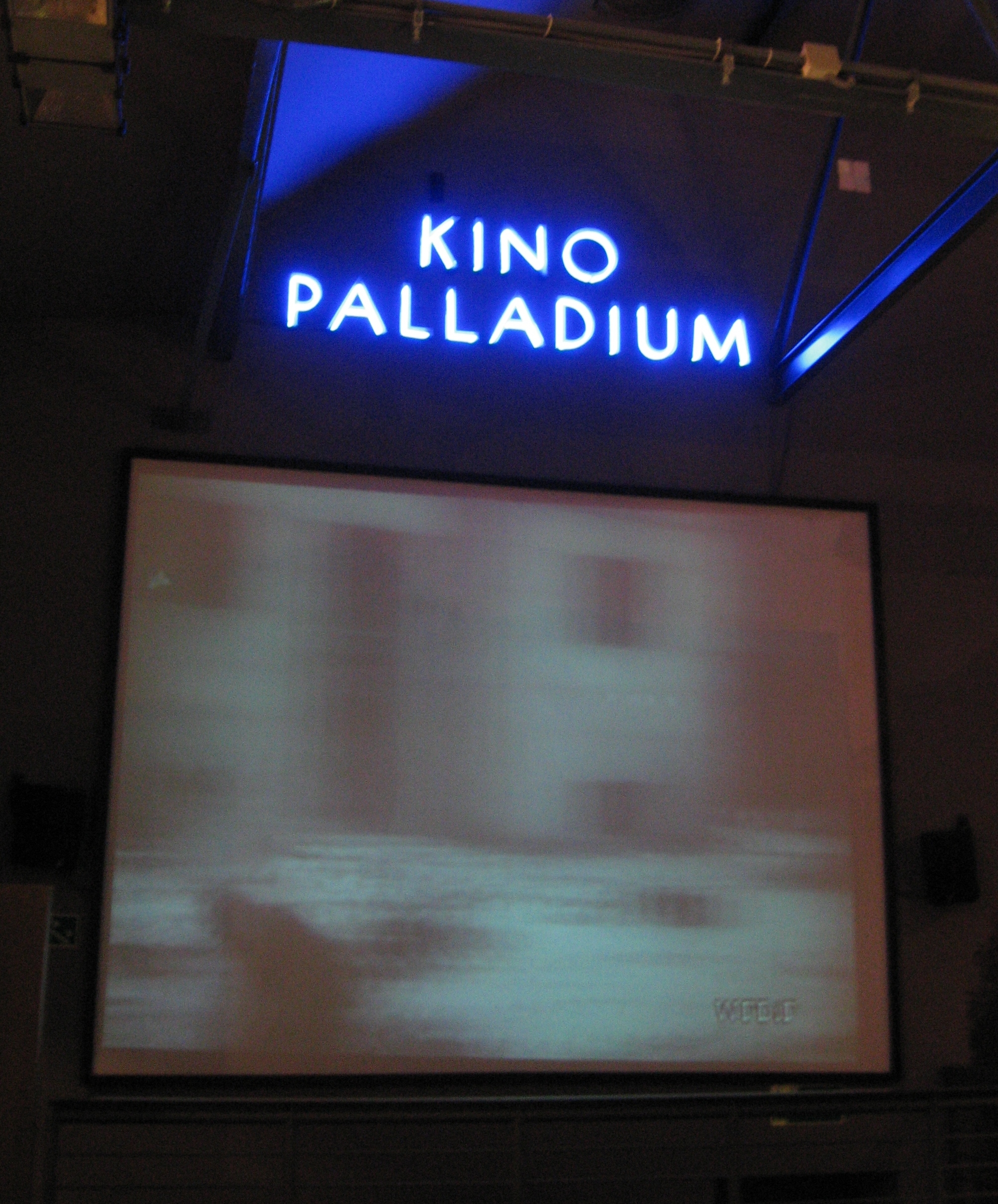
Cine Palladium.
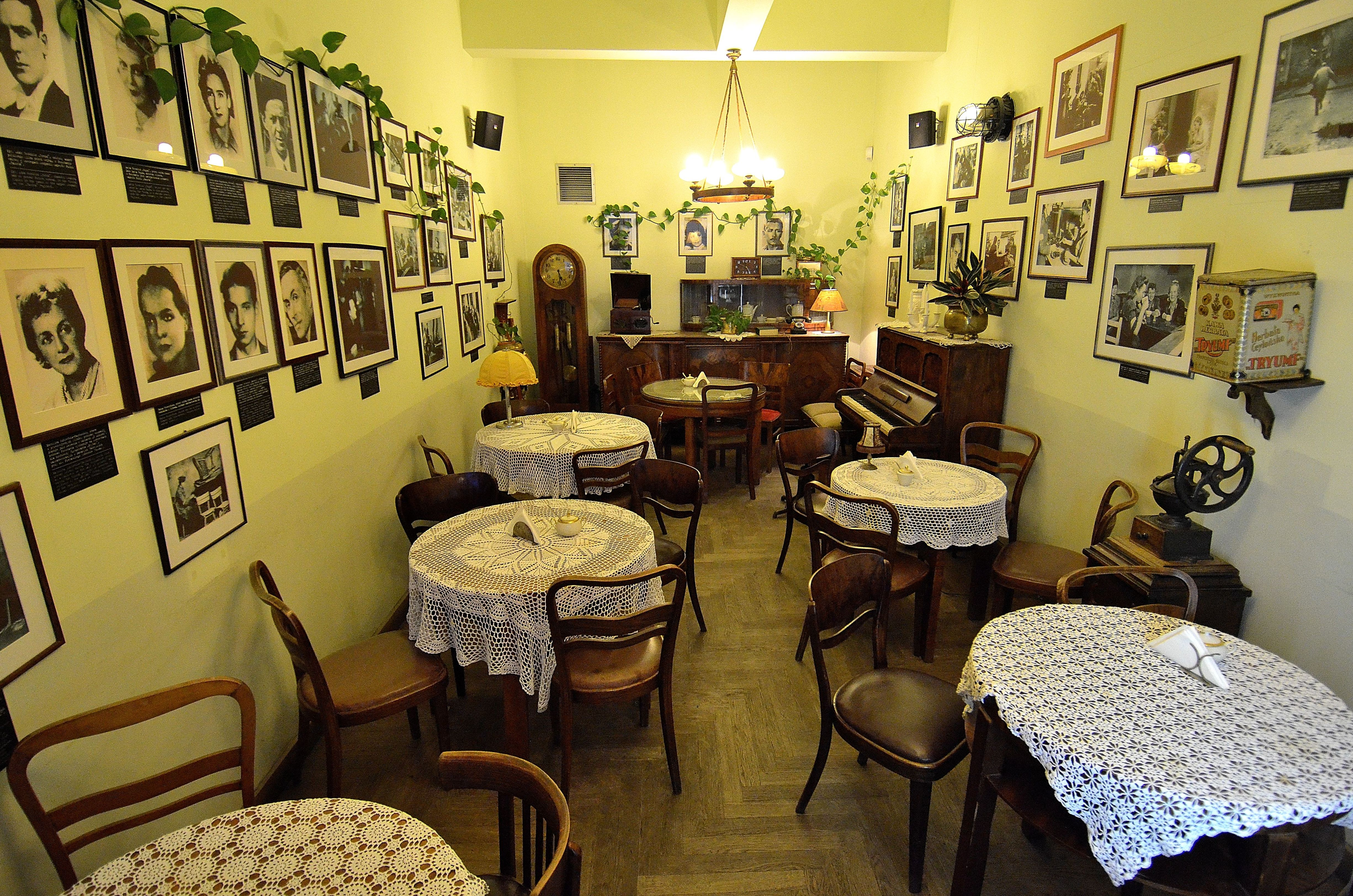
Cafetería estilo 1940.
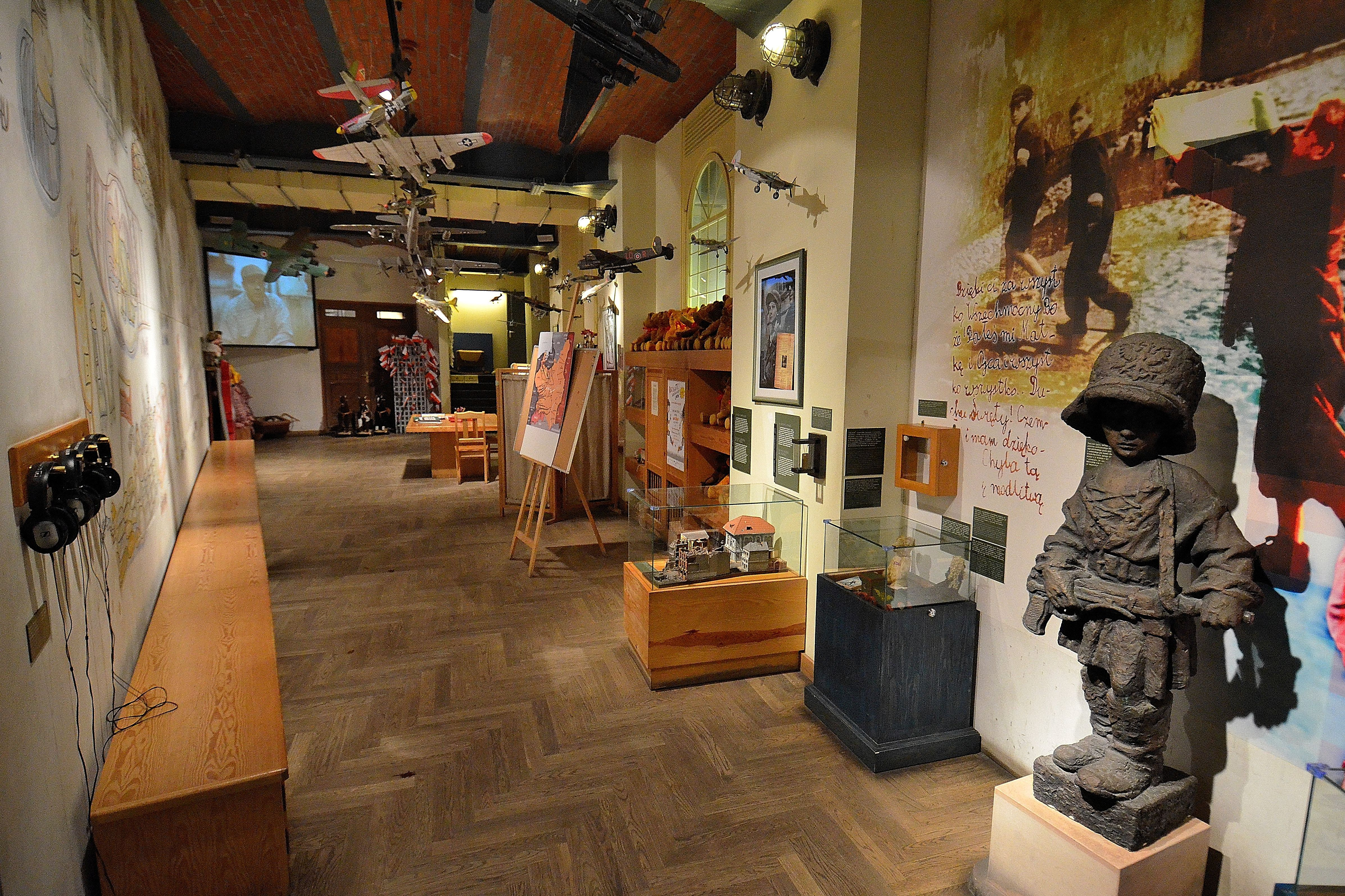
La habitación del "pequeño insurgente".
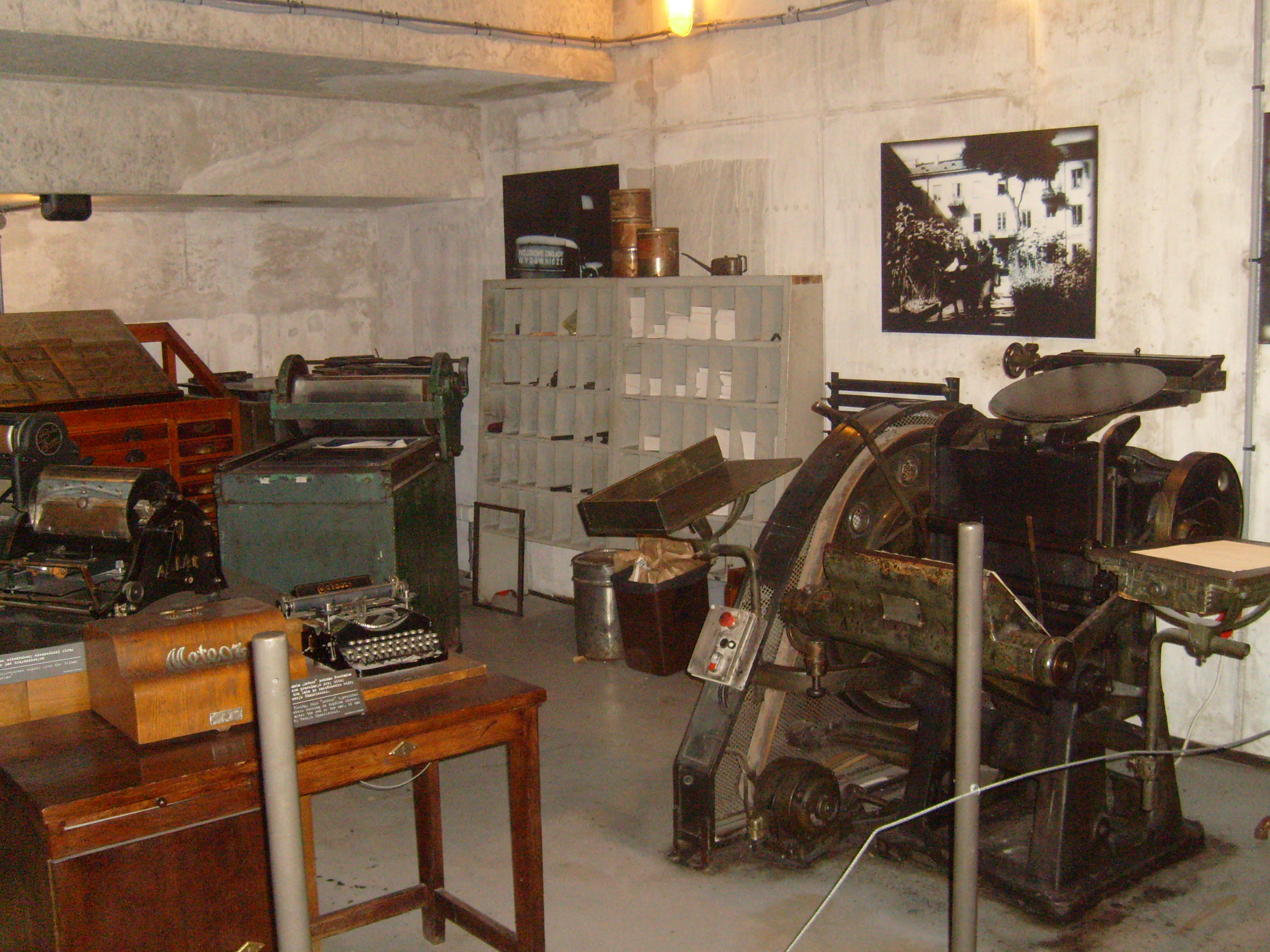
La imprenta.
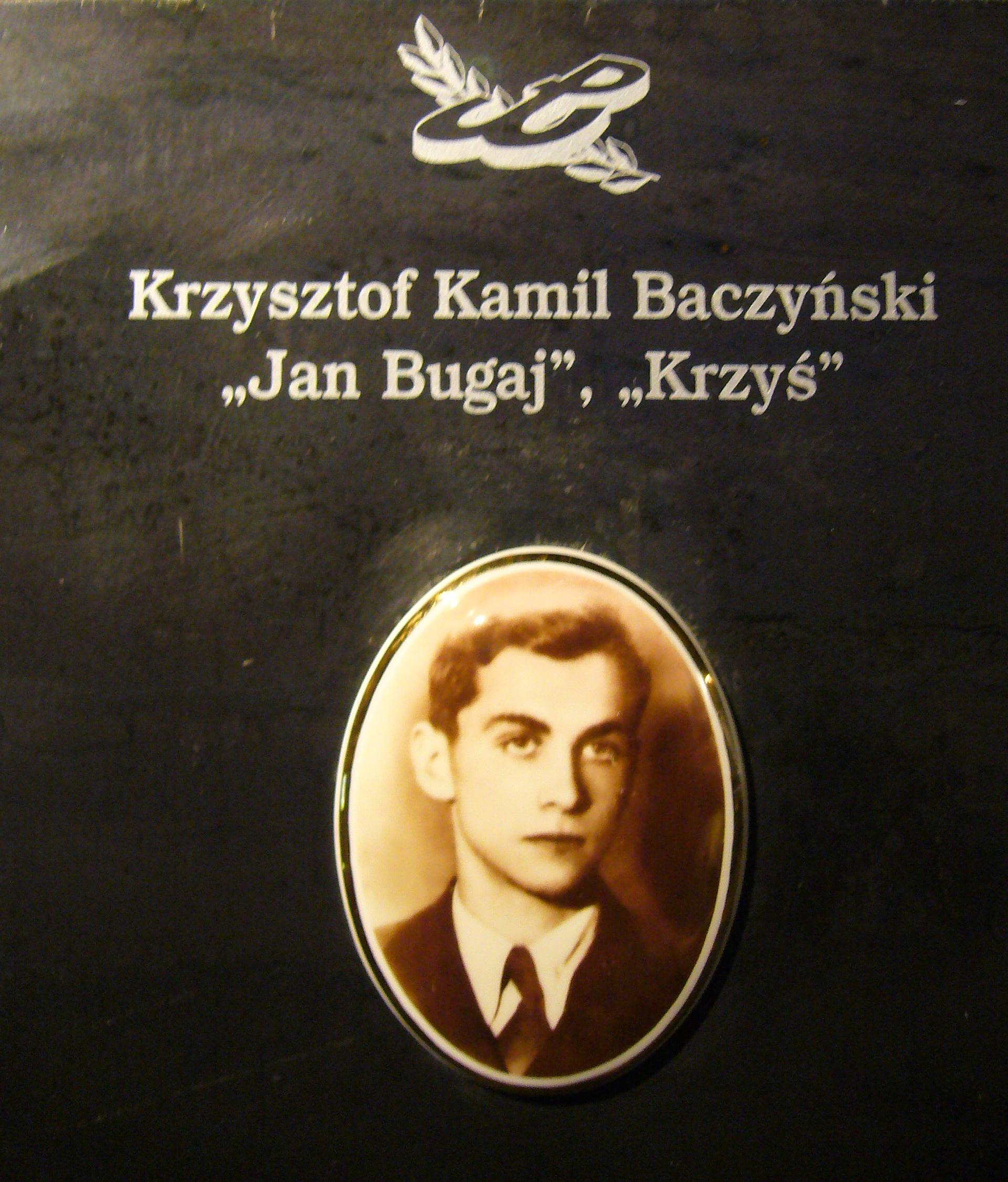
Exposición de Krzysztof Kamil Baczyński.
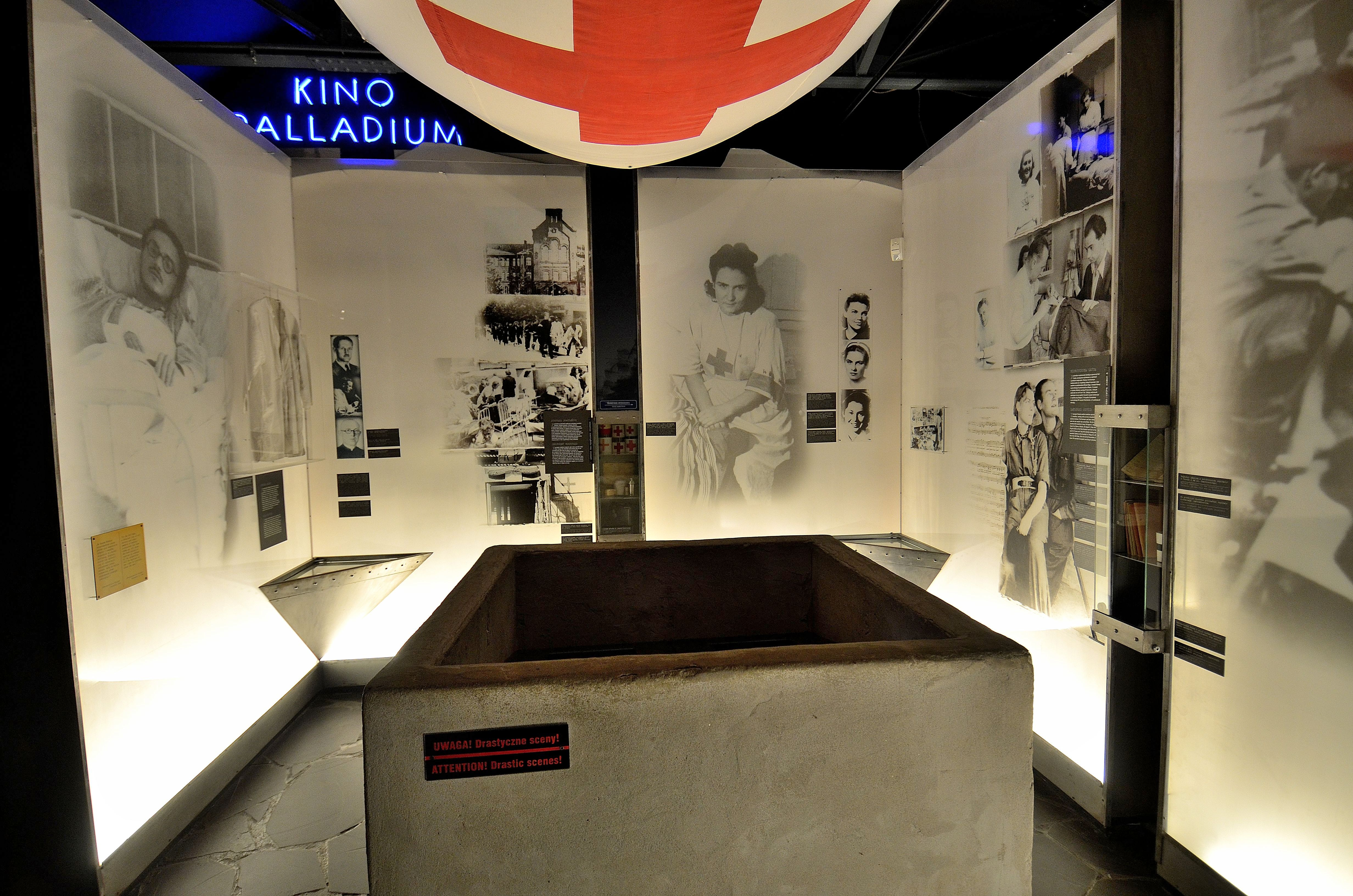
Hospital de los insurgentes.
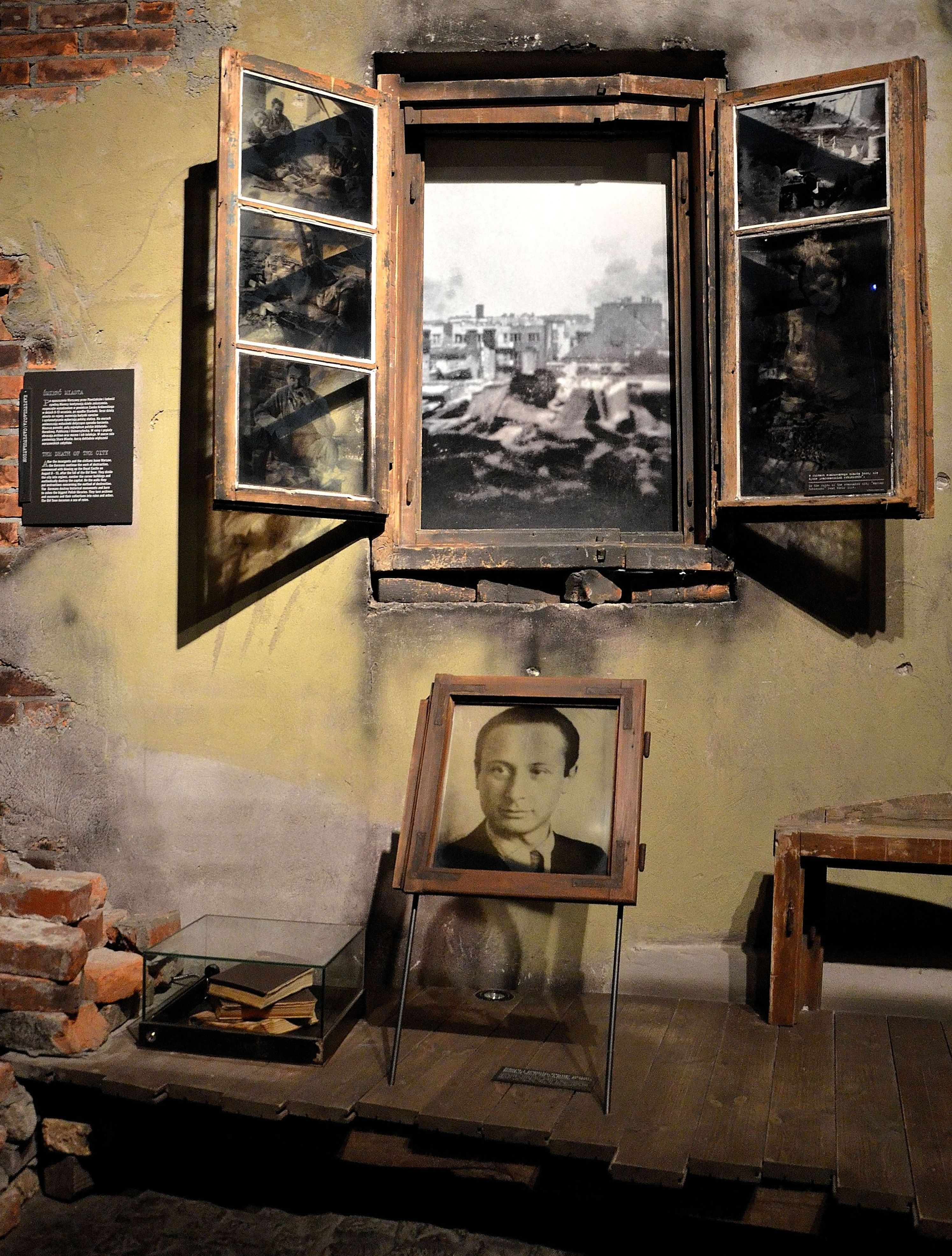
Exposición de Wladysław Szpilman.
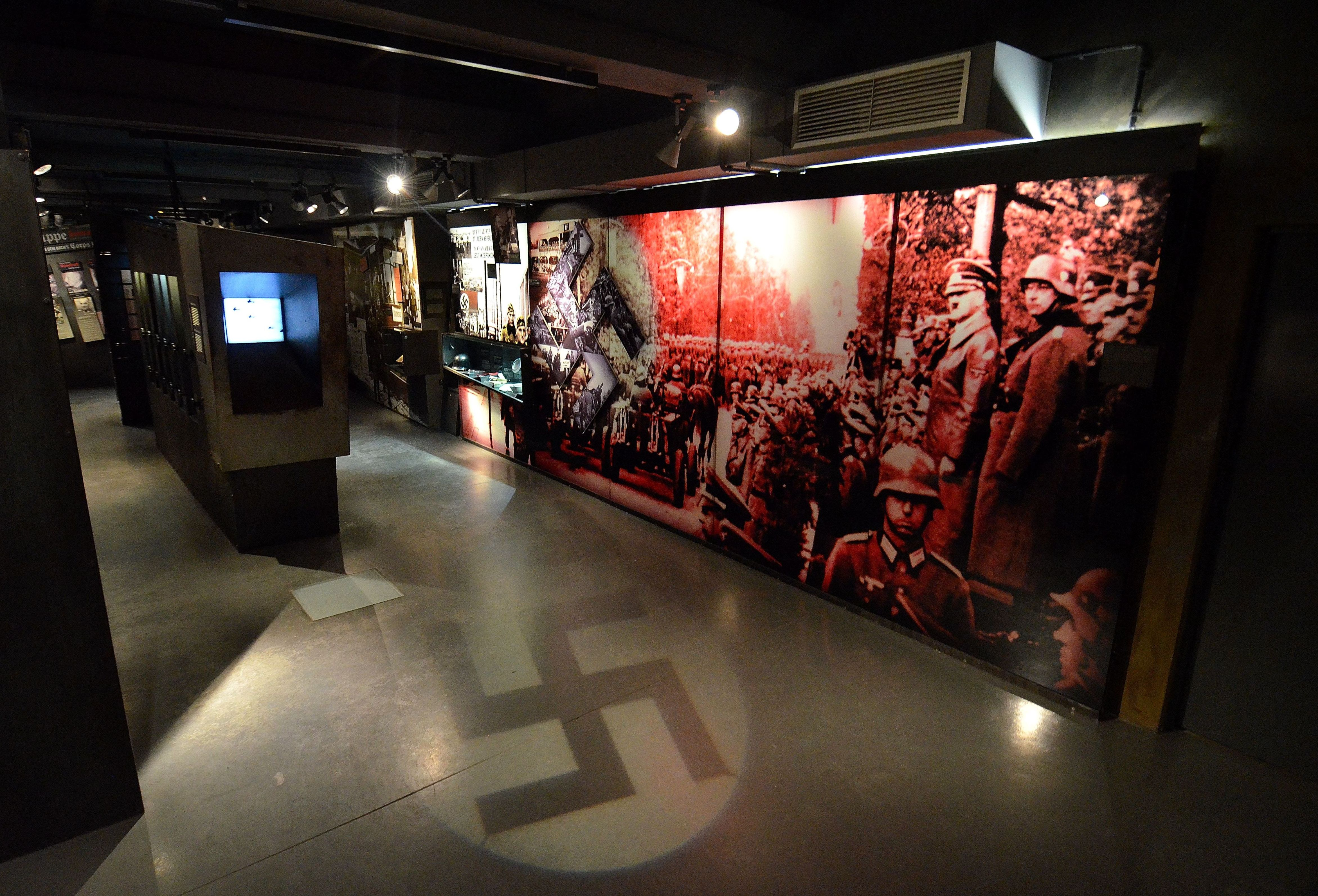
Alemanes en la Varsovia ocupada.
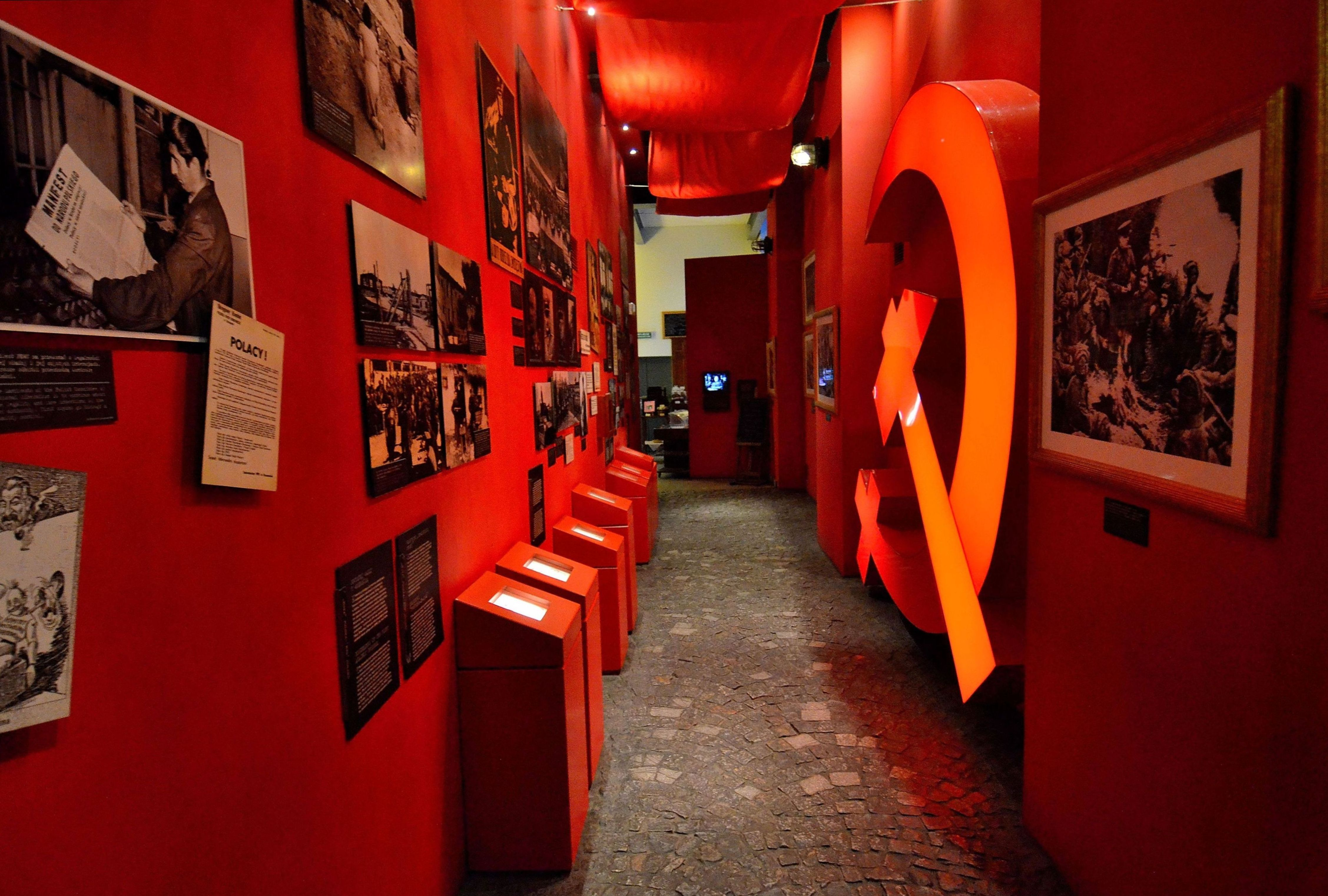
Sección Soviética.
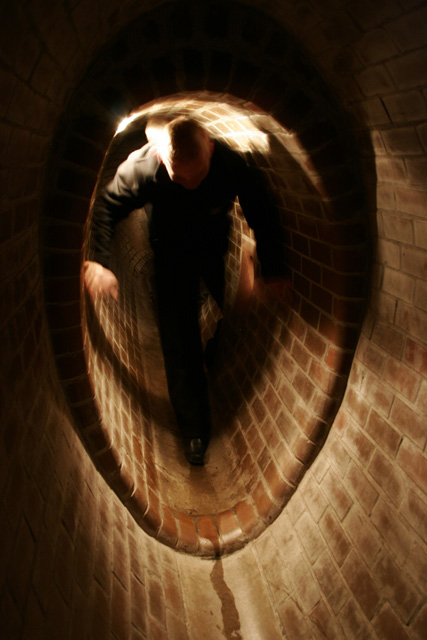
Réplica del alcantarillado.
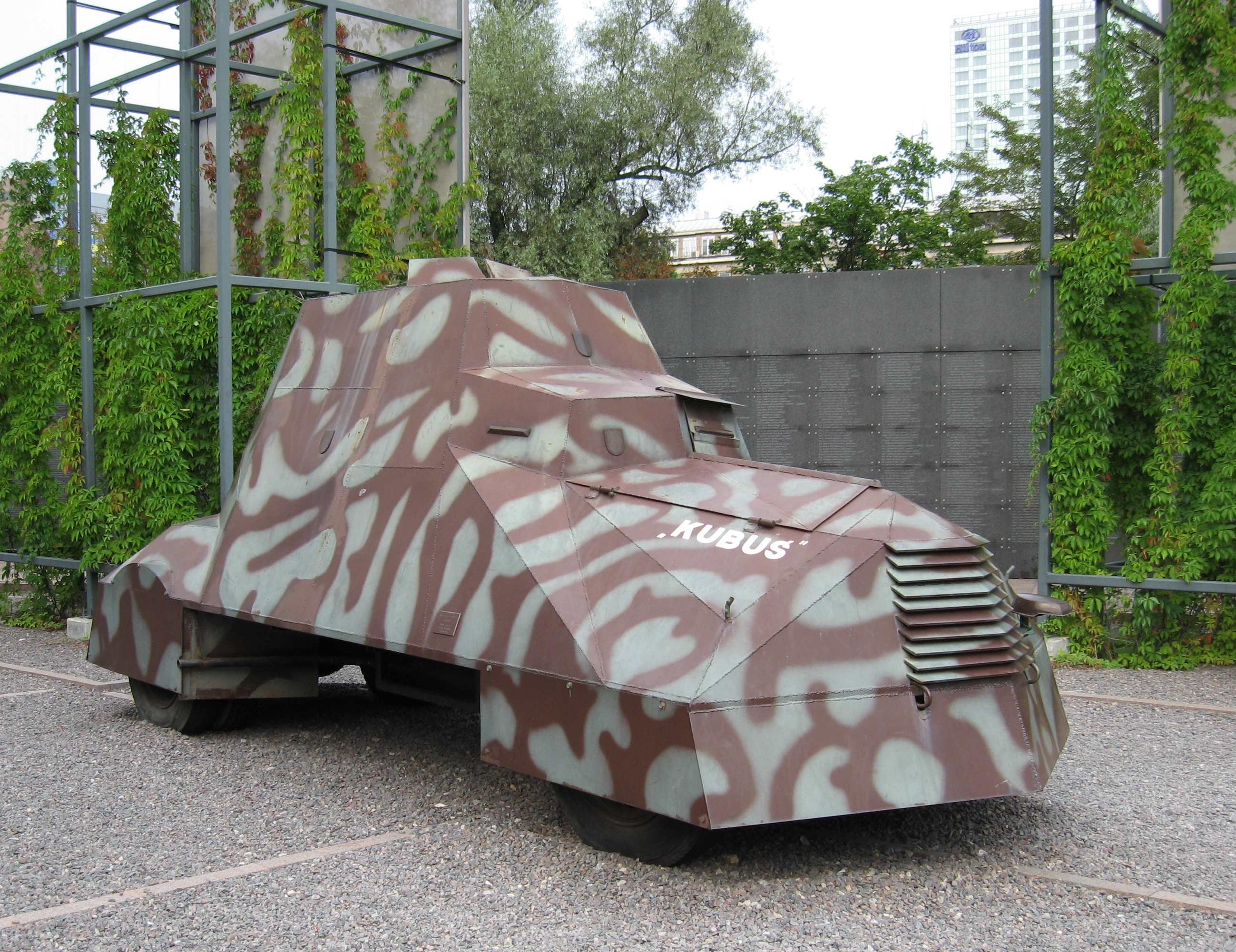
Carro blindado Kubuś.
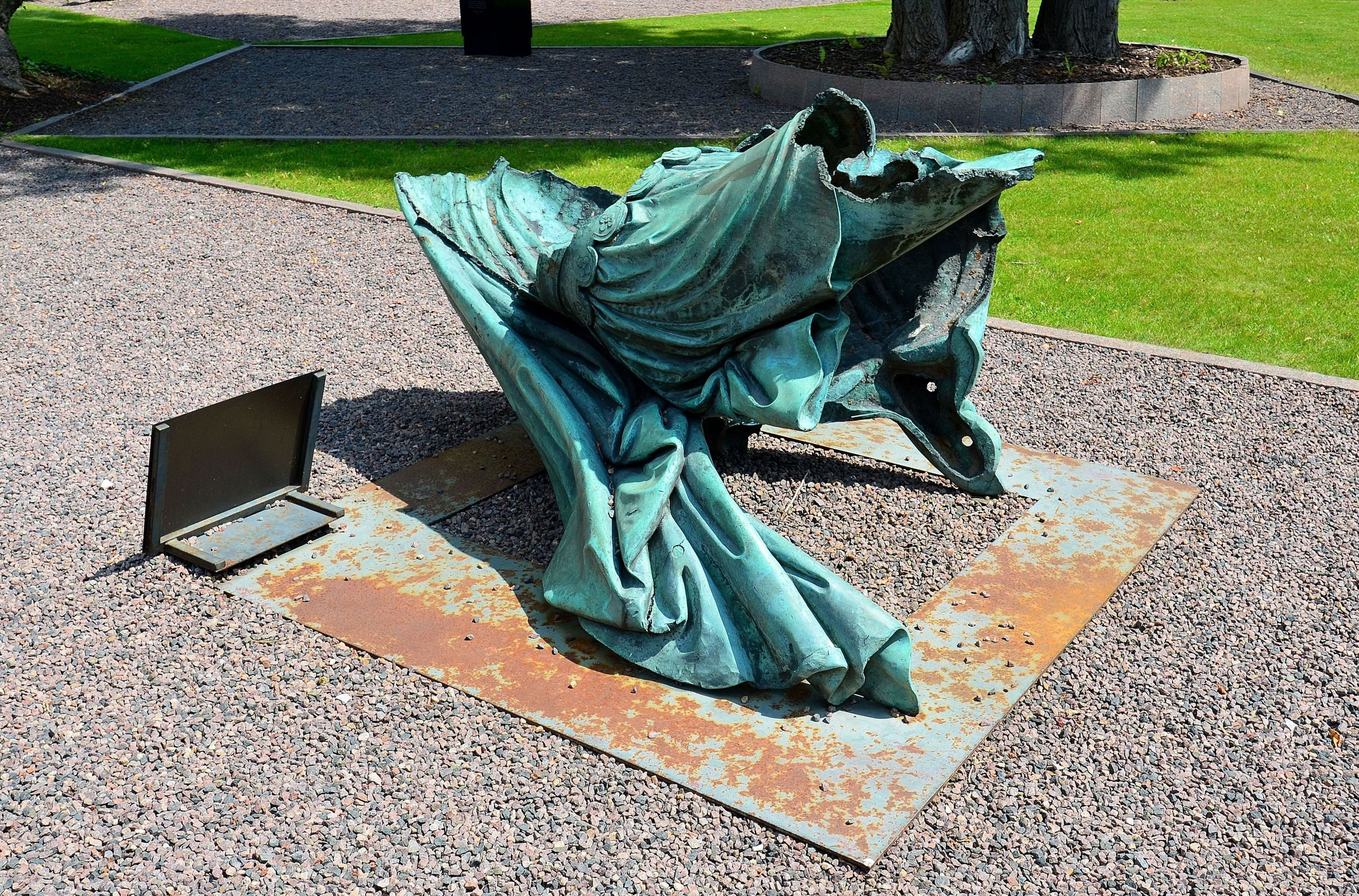
Restos de la estatua de Józef Poniatowski.